# Демиденко Олена Леонідівна
Оле́на Леонідівна Демиде́нко (17 червня 1985, м. Глухів, Глухівський район, Сумська область, УРСР, СРСР — 18 червня 2013, м. Глухів, Глухівський район, Сумська область, Україна) — українська біатлоністка, майстер спорту України з біатлону, бронзова призерка чемпіонату світу з літнього біатлону (2001).

## Спортивні виступи
Народилася 1985 року в родині Леоніда Олексійович Демиденка, який помер у грудні 2011 року.
Найбільшого міжнародного успіху досягла, коли в естафеті разом з Тетяною Литовченко, Людмилою Сагайдак та Оленою Зубриловою завоювала бронзу на Чемпіонаті світу з літнього біатлону в Душники-Здруй 2001 року. На чемпіонаті світу серед юніорів-2001 у Ріднауні була 41-ю в особистому заліку, 19-ю у спринті, 29-ю у гонці-переслідуванні та 12-ю у сезоні. Того ж року відбулися юніорські гонки на чемпіонаті Європи в Контіолахті, де вона була 21-ю в особистому заліку, 26-ю в спринті, 24-ю в гонці-переслідуванні та шостою в естафеті — з Тетяною Литовченко та Ніною Карасевич.
2003 року вона змагалася в Косьцелісько на чемпіонаті світу серед юніорів і була 22-ю в особистому заліку, 16-ю в спринті, 29-ю в гонці-переслідуванні і 9-ю в естафеті. На юніорських змаганнях чемпіонату Європи 2004 року в Мінську посіла 19 місце в одиночному розряді і була як у спринті, так і в гонці переслідування 24-ю. На Чемпіонаті світу-2005 була 33-ю в особистому заліку, 13-ю в особистому заліку, 17-ю у переслідуванні та шостою в естафеті.
Останнім міжнародним змаганням був чемпіонат світу серед юніорів 2005 року в Контіолахті, де вона посідала 37-е місце в особистому заліку, 18-те в спринті, 20-те в гонці-переслідуванні та з Ніною Карасевич й Оленлю Підгрушною фінішували сьомими в сезоні.
Опісля активної спортивної кар'єри працювала тренеркою Глухівської ДЮСШ з біатлону.

## Смерть
Олену Демиденко знайшла вбитою уранці 18 червня 2013 року у власному будинку сусідка. Смерть настала від множинних колото-різаних ран. Обґрунтовано підозрювався її 28-річний співмешканець, який уночі полишив країну і був оголошений в міжнародний розшук, згідно відкритого кримінального провадження за ч. 2 ст. 115 Кримінального кодексу України «Умисне вбивство». Свого часу чоловік відбував покарання за вчинення вбивства та крадіжки. Через деякий час правоохоронці встановили, що він дійсно переховується на території м. Москви, де скоїв крадіжку і вже відбував на той час покарання. На підставі міжнародних договорів та Мінської конвенції у серпні 2016 року його було повернуто до України в м. Глухів та оголошено про підозру у скоєнні вбивства. У травні 2017 року за вироком суду першої інстанції був визнаний винним у вбивстві та йому було призначено покарання у вигляді довічного позбавлення волі.